# Trent Dimas
Trent Dimas (Albuquerque, 10 november 1970) is een Amerikaans turner.
Dimas won tijdens de Pan-Amerikaanse Spelen 1991 in het Cubaanse Havanna de zilveren medaille aan de rekstok en de bronzen medaille op vloer. Tijdens de Olympische Zomerspelen 1992 behaalde Dimas zijn grootste succes met het winnen van de gouden medaille aan de rekstok.

## Resultaten

### Olympische Zomerspelen
| Jaar | Plaats    | Resultaten                              |
| ---- | --------- | --------------------------------------- |
| 1992 | Barcelona | aan de rekstok 6e in de landenwedstrijd |

1896: Hermann Weingärtner ·
1904: Anton Heida, Edward Hennig ·
1924: Leon Štukelj ·
1928: Georges Miez ·
1932: Dallas Bixler ·
1936: Aleksanteri Saarvala ·
1948: Josef Stalder ·
1952: Jack Günthard ·
1956: Takashi Ono ·
1960: Takashi Ono ·
1964: Boris Sjachlin ·
1968: Akinori Nakayama, Mikhail Voronin ·
1972: Mitsuo Tsukahara ·
1976: Mitsuo Tsukahara ·
1980: Stojan Deltsjev ·
1984: Shinji Morisue ·
1988: Vladimir Artemov, Valery Ljoekin ·
1992: Trent Dimas ·
1996: Andreas Wecker ·
2000: Aleksej Nemov ·
2004: Igor Cassina ·
2008: Zou Kai ·
2012: Epke Zonderland ·
2016: Fabian Hambüchen ·
2020: Daiki Hashimoto · 
2024: Shinnosuke Oka
- International Standard Name Identifier: 0000 0000 3498 8513
- Library of Congress Control Number: n97051970
- Virtual International Authority File: 14053343
- WorldCat: E39PBJbGQd6rXCr8F9VyrR384q